# Lista de membros titulares da Academia Brasileira de Ciências empossados em 1995
Esta lista contém os nomes dos membros titulares da Academia Brasileira de Ciências empossados em 1995.
| Imagem | Nome                             | Datas de nascimento e falecimento          | Local de nascimento | Área de especialização | Alma mater   | Data de posse       | Conhecido por                                                 | Referências |
| ------ | -------------------------------- | ------------------------------------------ | ------------------- | ---------------------- | ------------ | ------------------- | ------------------------------------------------------------- | ----------- |
|        | Celso de Barros Gomes            | 25 de maio de 1935                         |                     | Ciências da Terra      | USP          | 29 de março de 1995 |                                                               |             |
|        | Dora Selma Fix Ventura           | 06 de novembro de 1939                     |                     | Ciências Biomédicas    | USP          | 29 de março de 1995 |                                                               |             |
|        | Luiz Roberto Giorgetti de Britto | 02 de fevereiro de 1949                    |                     | Ciências Biomédicas    | UNIFESP      | 29 de março de 1995 |                                                               |             |
|        | Paulo Antônio de Souza Mourão    | 23 de junho de 1951                        | Guaxupé, MG         | Ciências Biomédicas    | UNIFESP      | 29 de março de 1995 |                                                               |             |
|        | Ricardo Renzo Brentani           | 21 de julho de 1937 29 de novembro de 2011 | Trieste, Itália     | Ciências Biomédicas    | USP          | 29 de março de 1995 | Foi orientado por Isaias Raw.                                 | [ 2 ]       |
|        | Ricardo Schwartz Schor           | 07 de maio de 1946                         |                     | Ciências Físicas       | UFMG         | 29 de março de 1995 |                                                               |             |
|        | Roland Köberle                   | 02 de agosto de 1938                       |                     | Ciências Físicas       | USP          | 29 de março de 1995 |                                                               |             |
|        | Tetsuo Yamane                    | 28 de julho de 1931 30 de janeiro de 2022  |                     | Ciências Químicas      | Caltech, EUA | 29 de março de 1995 | Prêmio Ordem do Sol Nascente, classe Raios de Ouro com Roseta | [ 3 ] [ 4 ] |